# Dani Karavan

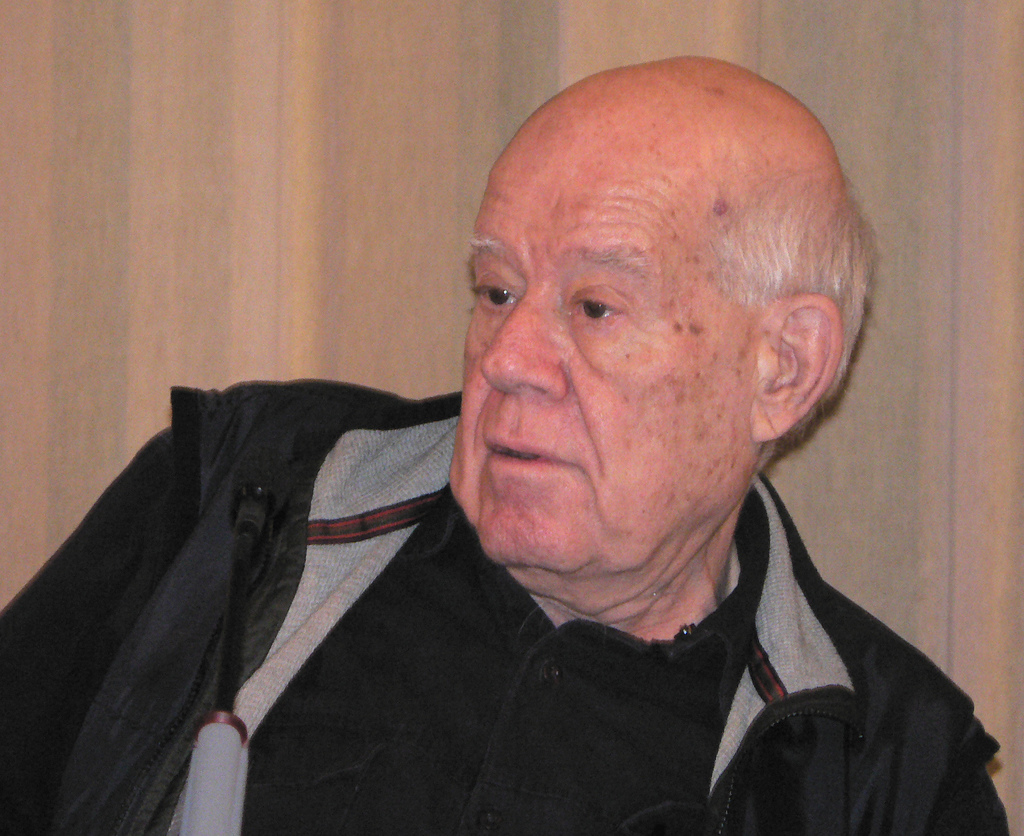
Dani Karavan (Berlin, 2008)

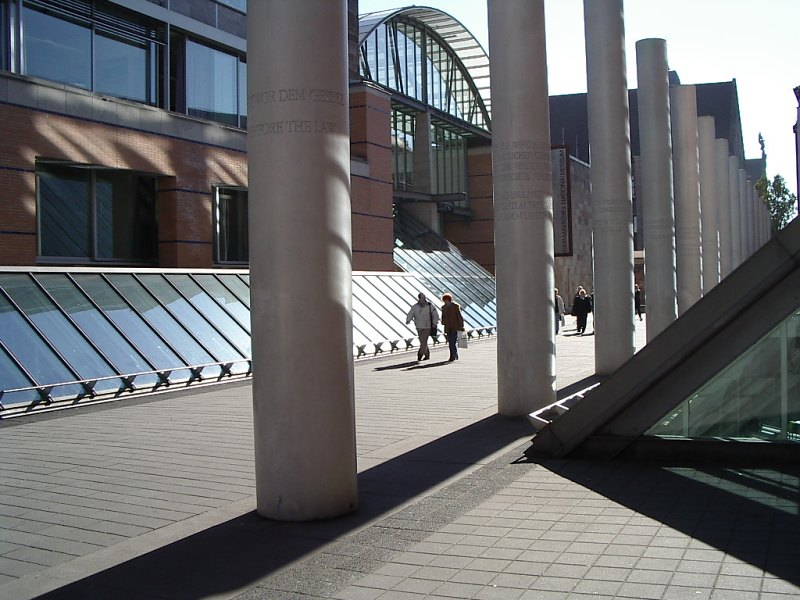
Straße der Menschenrechte Germanisches Nationalmuseum, Nürnberg

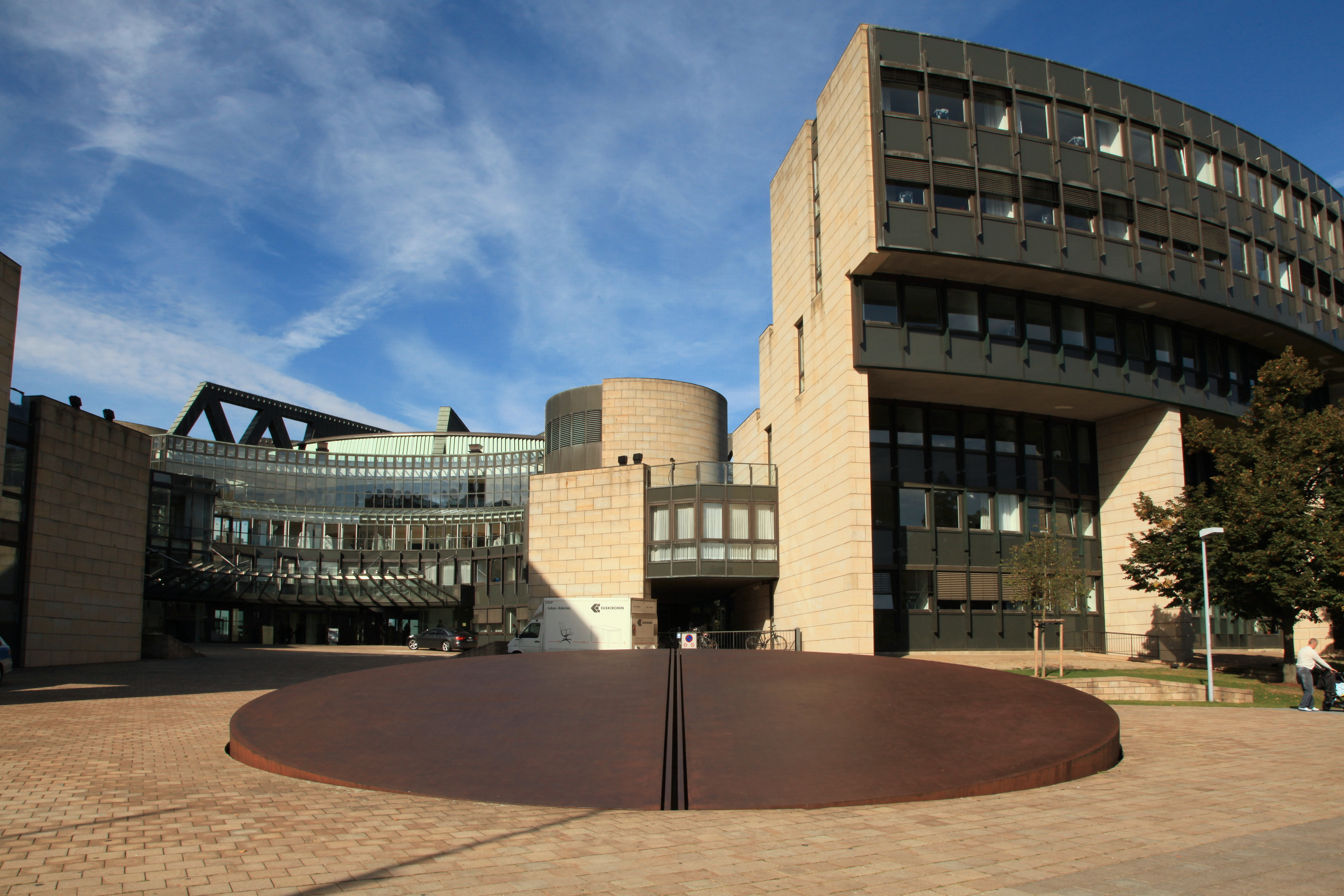
Tzaphon vor dem Landtagsgebäude Nordrhein-Westfalen

Dani Karavan (hebräisch דָּנִי קָרָוָן Danī Qarawan, Plene auch דני קרוון; * 7. Dezember 1930 in Tel Aviv, Völkerbundsmandat für Palästina; † 29. Mai 2021 ebenda, Israel) war ein israelischer Bildhauer. Er gestaltete großformatige, begehbare Kunstwerke, die zuweilen der Land Art zugerechnet werden.

## Leben
Dani Karavan wurde 1930 in Tel Aviv als Sohn von Abraham und Zehava Karavan geboren, die beide 1920 nach Israel eingewandert waren. Abraham war von Anfang der 40er bis Ende der 60er Jahre der leitende Landschaftsarchitekt der Stadt Tel Aviv.
Dani Karavan besuchte das Neue Gymnasiums in Tel Aviv, begann aber bereits im Alter von 14 Jahren ein Studium der Malerei im Tel Aviver Atelier Jechezqʾel Streichmans (1906–1993) und Avigdor Steimatsky (1908–1989). 1946 setzte er seine Ausbildung bei Marcel Janco und später bei Mordechai Ardon in Jerusalem (1949) fort. Karavan war Maler im Kibbuz Harʾel, dessen Gründungsmitglied er 1948 war. Im Jahr 1956 reiste er nach Florenz, um an der Accademia di Belle Arti Freskomalerei zu studieren, und später nach Paris, um an der Académie de la Grande Chaumière zu studieren.
Seit den frühen 1960er Jahren entwarf Karavan Bühnenbilder für Theater, Tanz und Oper und arbeitete unter anderem mit der Batsheva Dance Company, Martha Graham und Gian Carlo Menotti zusammen. Zur gleichen Zeit schuf er ein steinernes Flachrelief im Plenarsaal der Knesset in Jerusalem (Pray for the Peace of Jerusalem, 1965–1966) und seine erste ortsspezifische Umweltskulptur – das Negev Monument (Beʾer Sheva, Israel 1963–1968), das zu einem Meilenstein der Umweltkunst wurde.
1976 vertrat Karavan Israel auf der Biennale von Venedig, und ein Jahr später wurde er zur Teilnahme an der Documenta 6 in Kassel eingeladen.
Dani Karavan war verheiratet und Vater dreier Kinder. Er lebte und arbeitete in Tel-Aviv und Paris.

## Werk

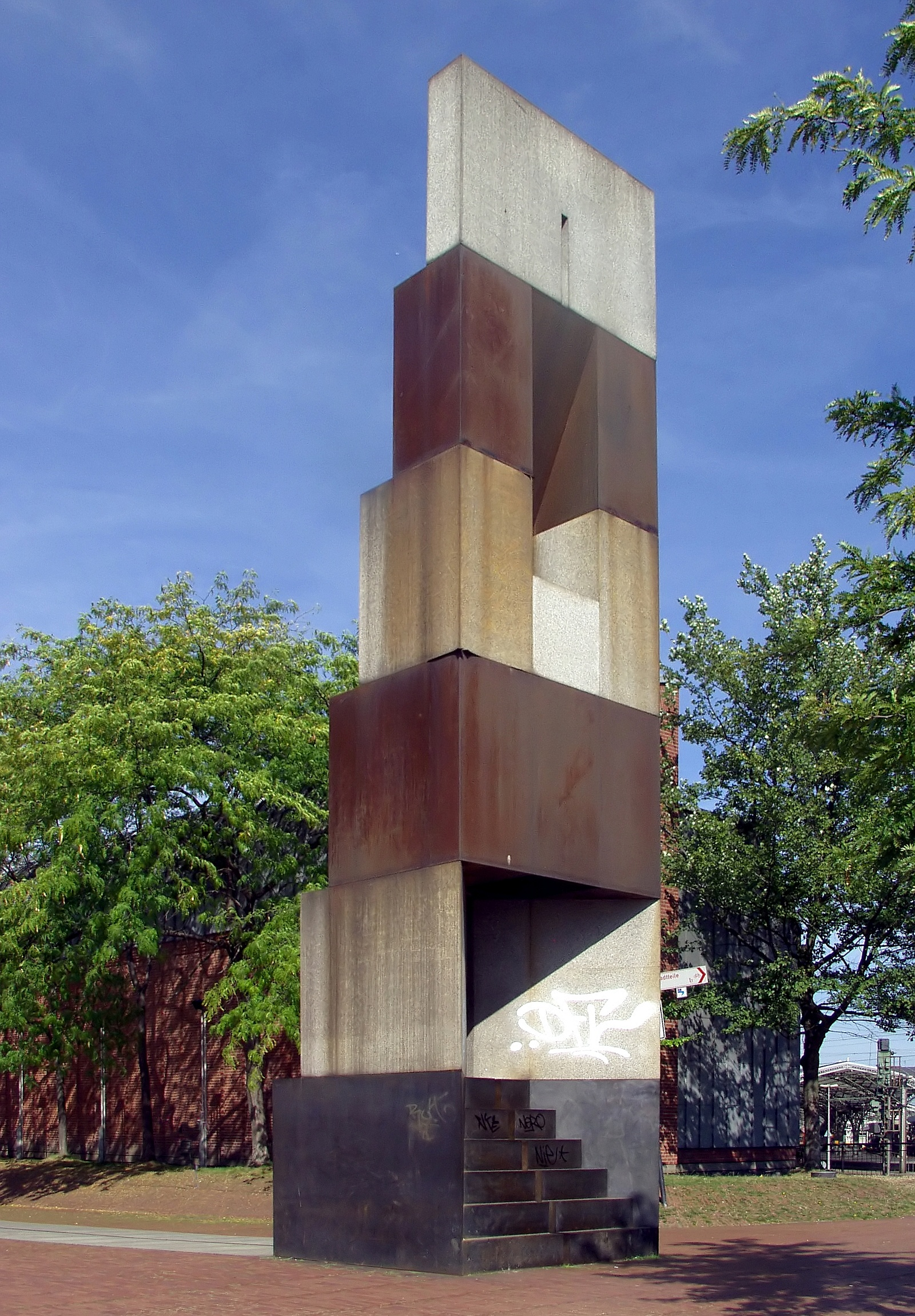
Skulptur „Ma’alot“ auf dem Heinrich-Böll-Platz in Köln. Die Gesamtgestaltung des Platzes (1982–1986) stammt ebenfalls von Dani Karavan.

In Cergy-Pontoise gestaltete Karavan 1980 die Axe Majeur, eine rund drei Kilometer lange, skulpturale Landschaftsachse mit zwölf thematischen Stationen als identitätsstiftende Anlage für die Trabantenstadt Cergy-Pontoise bei Paris. Cergy Saint-Christophe erstreckt sich von einem Industriegebiet, in welchem ein streng gefasster Wasserlauf im Neorenaissance-Park die Mittelachse bildet, durch den Bahnhof, weiter über den Marktplatz und die Einkaufsmeile. Sie durchquert einen vom Architekten Ricardo Bofill gestalteten pompösen, sozialen Wohnungsbaukomplex mit zentralem 36 Meter hohem Obelisken und mündet in eine mehrere Fußballplätze große, geometrisch geteilte Parkanlage. Diese Anlage mit ihrem Arrangement aus Betonsäulen und Freitreppe gibt an der Hangkante des Tales den Blick über eine künstlich angelegte Insel auf der anderen Seite der Oise frei und knüpft konzeptionell an die großen, historisch bedeutsamen Achsen von Paris an.
1988/1993 schuf Karavan die Außenskulptur Die Straße der Menschenrechte (The Way of Human Rights) als Kunst am Bau des Germanischen Nationalmuseums in Nürnberg. Ab 1995 gehörte er der Jury des Internationalen Nürnberger Menschenrechtspreises an.
1990 stellte Karavan die kreisrunde Gusseisenskulptur „Tzaphon“ für den Vorplatz des Landtags Nordrhein-Westfalen in Düsseldorf fertig. Die Skulptur ist eine flach geneigte, in den Vorplatz halb eingesenkte, kreisrunde Scheibe, in die zwei Eisenbahnschienen mittig eingelassen sind. Nach der ursprünglichen Konzeption sollte zwischen den Eisenbahnschienen Wasser die geneigte Ebene herabrinnen. In der Kreisform korrespondiert die Skulptur mit der strukturalistischen Architektur des 1988 eröffneten Landtagsgebäudes.
1990/1994 schuf Karavan im katalanischen Ort Portbou das Denkmal „Passagen“ für Walter Benjamin.
1994 gestaltete er im Auftrag des französischen Staats in Gurs ein Mémorial national (Nationale Gedenkstätte). Es wurde zur Erinnerung und Mahnung an das vom Vichy-Regime im Camp de Gurs begangene Unrecht errichtet. Das Mahnmal besteht aus drei Teilen: Ein 180 m langer Schienenstrang, der allerdings während der Lagerzeit nicht vorhanden war, symbolisiert die Deportation aus Deutschland nach Gurs. Das Modell einer Baracke verkörpert die bauliche Ausstattung des Lagers. Und zugleich ist das Gleis die Verbindung zu der durch eine mit Stacheldraht umzäunten Betonplatte, die die Konzentrations- und Vernichtungslager der Nationalsozialisten symbolisiert.
In den 1990er Jahren gestaltete Dani Karavan im Bereich der Gebäude des Bundestages in Berlin den Außenbereich der Spreeseite des Jakob-Kaiser-Hauses. Zentrales Element dieser Arbeit: In eine etwa drei Meter hohe Glaswand zwischen Jakob-Kaiser-Haus und Spree gravierte er mit Laser die 19 Grundrechtsartikel des deutschen Grundgesetzes in ihrer Urfassung von 1949. Damit werde den vorbeigehenden Bürgern die Basis der deutschen Verfassung, die Grundrechte, in transparenter Weise verdeutlicht. Am 4. März 2023 wurde sein Werk von sechs Personen mit einer schwarzen Leim-Farb-Mischung begossen.
Im Duisburger Innenhafen befindet sich Karavans Garten der Erinnerung, ein etwa drei Hektar großer Park, in den der Bildhauer die Reste der ehemaligen Industriebauten gestalterisch integrierte. Der Park wurde in den Jahren 1996 bis 1999 realisiert und ist das umfangreichste Werk des international renommierten Künstlers in Deutschland.

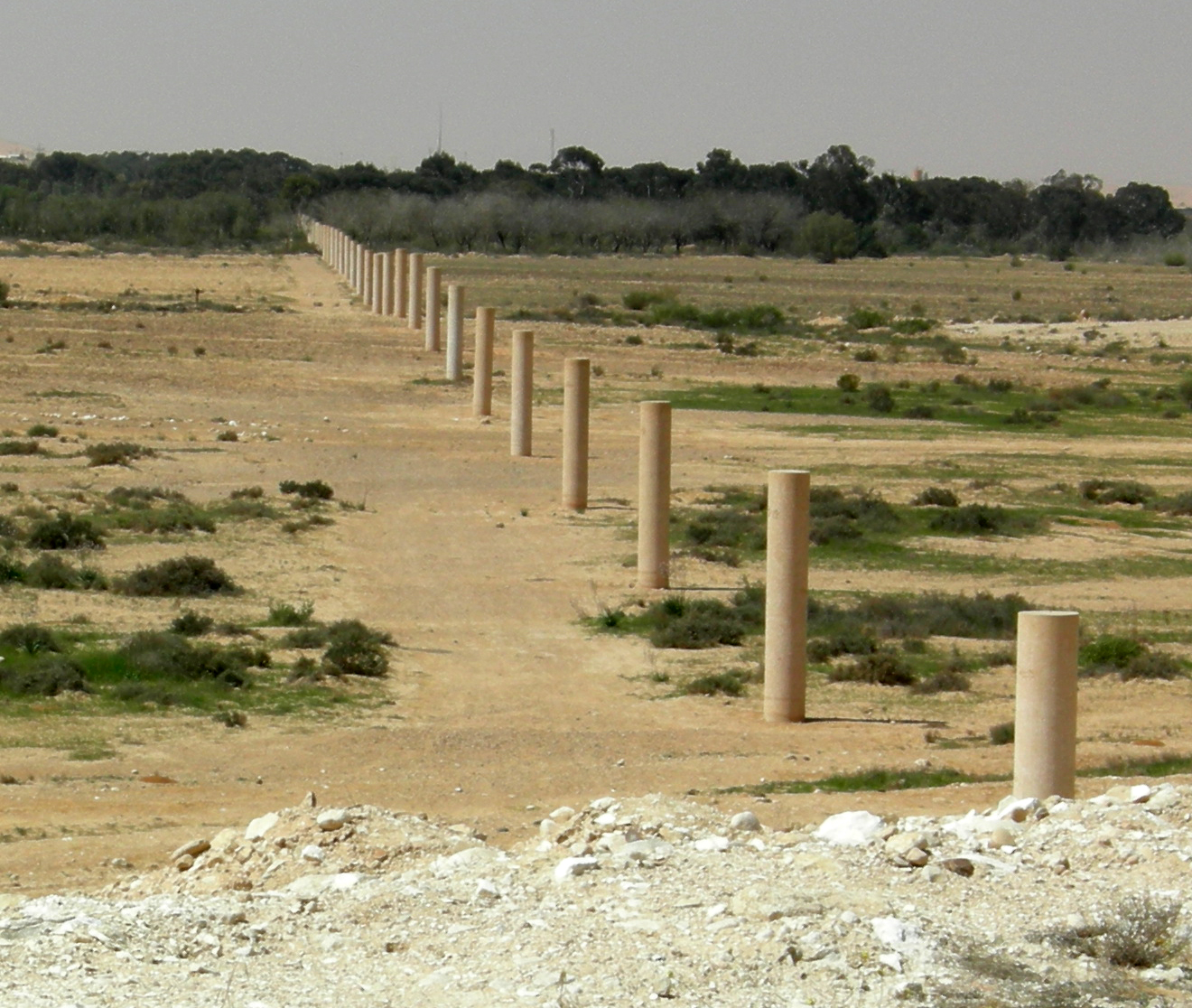
„Weg des Friedens“ (Way of Peace) zwischen Israel und Ägypten, erbaut 1996–2000

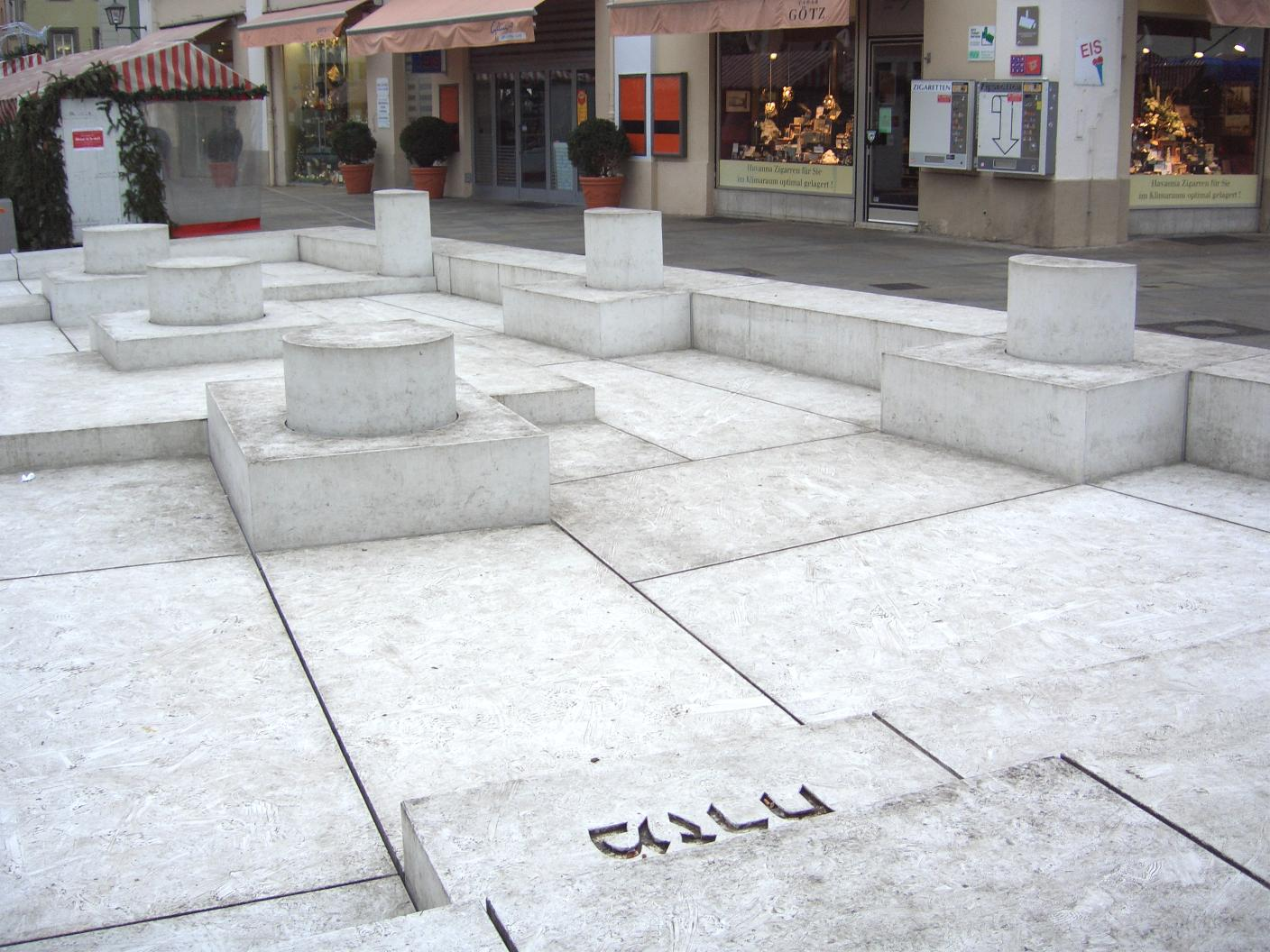
Bodenrelief „Misrach“ am Regensburger Neupfarrplatz

In Israel schuf Karavan u. a. das Negev Brigade Monument in Beʾer Scheva und das Weiße Stadt-Denkmal in Tel Aviv.
Auf dem Neupfarrplatz in Regensburg zeichnete Dani Karavan den Grundriss der im Rahmen des Regensburger Pogroms von 1519 zerstörten Synagoge in Form eines begehbaren Bodenreliefs nach. Das als Begegnungsstätte gedachte Kunstwerk mit dem Namen Misrach (hebräisch für ‚Osten‘) wurde am 13. Juli 2005 eingeweiht. Karavan stellte im Vorfeld so hohe Anforderungen an die Genauigkeit und Oberflächengüte der Betonteile, dass fast alle Firmen den Auftrag als „undurchführbar“ abgelehnt hatten.
Karavan wurde eingeladen, einen Entwurf für das Mahnmal für die von den Nationalsozialisten ermordeten Roma und Sinti in Berlin zu gestalten. Im November 2005 unterzeichnete er einen entsprechenden Vertrag. Am 24. Oktober 2012 wurde das Denkmal im Beisein der Bundeskanzlerin Angela Merkel und des Bundespräsidenten Joachim Gauck eingeweiht.

## Ausstellungen (Auswahl)
- 1976: Biennale von Venedig
- 1977: documenta 6, Kassel
- 1987: documenta 8, Kassel
- 1993: Germanisches Nationalmuseum, Nürnberg
- 2006: Aktives Museum Spiegelgasse, Wiesbaden
- 2007: Tel Aviv Museum of Art, Tel Aviv
- 2008: Martin-Gropius-Bau, Berlin[13]
- 2008: Setagaya Art Museum, Tokio

## Preise und Auszeichnungen (Auswahl)
- 1977: Israel-Preis
- 1993: Ordre des Arts et des Lettres (Komtur)[14]
- 1996: Der Kaiserring – Kunstpreis der Stadt Goslar
- 1997: Pour le mérite für Wissenschaft und Künste[15]
- 1998: Praemium Imperiale (Japan)
- 2004: Piepenbrock Preis für Skulptur
- 2014: Chevalier de la Légion d’honneur (Frankreich)[16]
- 2018: Ehrenbürger der Stadt Nürnberg[17]